# Thomas Wriothesley, I conte di Southampton
Thomas Wriothesley, I Conte di Southampton (Londra, 21 dicembre 1505 – Londra, 30 luglio 1550), fu un nobile e cortigiano inglese alla corte di Enrico VIII d'Inghilterra.

## Biografia
Thomas Wriothesley nacque a Londra il 21 dicembre 1505 da William Wriothesley, o Wrythe, (morto 1513) e Agnes Drayton. Suo padre era uno York Herald, mentre sua madre era un'ereditiera londinese. Thomas aveva due sorelle Elizabeth ed Anne, rispettivamente nate nel 1507 e nel 1508 e un fratello, Edward, nato nel 1509. Il padre e lo zio di Thomas furono i primi a usare la grafia Wriothesley per il cognome.
Thomas venne educato alla St. Paul's School di Londra e nel 1522 entrò al Trinity Hall senza tuttavia diplomarsi, nel 1524 infatti, a soli 19 anni, entra a servizio di Thomas Cromwell e prima del 4 maggio 1530 venne insignito dell'incarico di Clerk of the Signet sotto la guida di Stephen Gardiner, segretario di Enrico VIII d'Inghilterra, incarico che detenne per circa un decennio mentre lavorava per Cromwell.
La Dissoluzione dei monasteri in Inghilterra portò a molti un incremento delle proprie ricchezze e Thomas fu fra i fortunati e ricevette diverse terre fra il Southampton e Winchester, fino al maggio del 1539 fu, per altro, ambasciatore presso la corte di Bruxelles.
Essendo stato spesso in missione all'estero nel 1540 divenne segretario di Stato, posizione che condivise con Ralph Sadler e nello stesso anno venne nominato cavaliere. Sempre nel 1540 Cromwell perse il favore del re e venne giustiziato, Thomas invece riuscì a rimanere nelle grazie di Enrico e nel 1543 cercò di portare a casa un'alleanza fra Inghilterra e Spagna. L'anno dopo, a Titchfield, venne creato Barone Wriothesley.
Thomas fu per qualche mese Lord del sigillo privato fino a che divenne Lord cancelliere, sempre nel 1544, divenendo poi famoso per aver partecipato personalmente alle torture, azionando la ruota, inflitte ai danni di Anne Askew. Thomas fu fra gli esecutori testamentari di Enrico e, secondo la sua volontà, venne creato Conte di Southampton il 16 febbraio 1547 circa un mese dopo la morte del sovrano. Egli fu abbastanza incauto da nominare quattro persone che lo sollevassero dai doveri di Lord Cancelliere ed essi ne trassero sufficiente vantaggio da privarlo dell'incarico nel mese di marzo quando cessò anche di essere membro del Consiglio privato di sua maestà. 
Più tardi tornò a far parte del consiglio ed ebbe una certa parte nella caduta di Edward Seymour, I duca di Somerset, ma non riuscì a recuperare la posizione preminente che deteneva in passato prima di morire il 30 luglio 1550.

## Matrimonio e figli
Thomas sposò Jane Cheney (morta 15 settembre 1574), un'ereditiera originaria del Buckinghamshire, insieme i due ebbero:
- William Wriothesley (morto giovane)
- Anthony Wriothesley (morto giovane)
- Henry Wriothesley, II conte di Southampton
- Elizabeth Wriothesley (circa il 16 gennaio 1555), sposò Thomas Radcliffe, III conte di Sussex
- Mary Wriothesley (morta dicembre 1561)
- Katherine Wriothesley, dapprima fidanzata a Matthew Arundell, ma sposò poi Thomas Cornwallis
- Anne Wriothesley, fidanzata a Henry Wallop, morì prima delle nozze
- Mabel Wriothesley